# Мэррей, Гарольд
Гарольд Джеймс Русвен Мэррей (Мюррей, Марри, англ. Harold James Ruthven Murray; 24 июня 1868, Лондон — 16 мая 1955, там же) — английский педагог, школьный инспектор и историк шахмат. Старший из одиннадцати детей Джеймса Мюррея.

## Биография и изучение истории шахмат
Учился в школе Милл-Хилла и в свободное время помогал отцу в подготовке первого издания Оксфордского словаря английского языка. К тому времени, как Гарольд окончил школу и готовился к поступлению в университет, он привёл более 27 000 цитат для словаря. Получил место в Баллиол-колледже Оксфорда, который в 1890 году окончил с отличием по математике. Стал помощником учителя в Королевском колледже в Тонтоне, где научился играть в шахматы. В 1901 году он был назначен школьным инспектором, а в 1928 году стал членом Совета по образованию. Как педагог, защищал школьников-левшей от переучивания на письмо правой рукой. 
Математик по образованию, Мэррей в 1893 году занялся исследованиями истории шахмат. В 1897 году барон фон дер Лаза, завершивший свою книгу по истории европейских шахмат, вдохновил его на написание ещё более всеобъемлющей истории шахмат. Мюррей получил доступ к крупнейшей шахматной библиотеке в мире — библиотеке Джона Г. Уайта из Кливленда, а также пользовался коллекцией Дж. В. Римингтона Уилсона в Англии. В коллекции Уайта содержалось несколько арабских рукописей, поэтому Мюррей выучил не только немецкий, но и арабский язык. Переписывался с Т. Лазой, И. Савенковым и другими. 
По итогам многолетних исседованийкоторые отображались в его статьях по различным аспектам истории шахмат для британского журнала Chess Magazine и немецкой газеты Deutsches Wochenschach, издал капитальный считающийся классическим труд «История шахмат» (1913 год), где рассматривал проблемы происхождения шахмат и их развитие в странах Азии и Европы. Используя этимологические, этнографические, литературные и другие источники, сделал вывод о первоначальном возникновении шахмат в Индии, затем о появлении их разновидностей в Китае, Японии; в ряде глав цитирует различные трактаты шатранджа (с этой целью изучил арабский язык) и приводит 553 задачи (мансубы). Всесторонне исследовал источники по истории шахмат в Средние века и в эпоху Возрождения в Европе, особенно в Англии, Германии, Испании, Италии, Франции и в скандинавских странах. В главе о происхождении шахмат в России использовал главным образом исследования Савенкова. 
В работе «Насколько стара шахматная игра» (1936 год) поддержал предположение У. Джонса, что шахматы изобретены одним человеком и утверждал, что это произошло около 570 года нашей эры на Северо-Западе Индии. В 1952 году вышла его «История настольных игр, отличных от шахмат». Посмертно опубликована книга Мэррея «Краткая история шахмат», написанная им ещё в 1917 году.
Был отцом педагога и биографа К. М. Элизабет Мюррей и археолога Кеннета Мюррея. 

## Книги
- H.J.R. Murray. A History of Chess. — Oxford University Press, 1913.
- How old is chess? // The British Chess Magazine, 1936, v. 56; в русском переводе: Насколько стара шахматная игра // Шахматы в СССР, 1936. № 12.